# Anarthrura simplex
Anarthrura simplex är en kräftdjursart som beskrevs av Georg Ossian Sars 1882. Anarthrura simplex ingår i släktet Anarthrura och familjen Anarthruridae. Arten är reproducerande i Sverige. Inga underarter finns listade i Catalogue of Life.